# Corder del Maestrat
El Corder del Maestrat és un distintiu gastronòmic que cerca la certificació de qualitat i la promoció dels productes carnis derivats dels ramats ovins autòctons del territori del Maestrat. Està impulsada per l'Associació de Criadors del Corder del Maestrat, creada el 2007, encara que tot i la denominació geogràfica, també hi abasta explotacions de les comarques dels Ports, la Tinença de Benifassà i l'Alcalatén. La seu està a Atzeneta del Maestrat i compten amb un total de 10.000 caps de ramat. La marca es va presentar el 2008.
El reglament perquè la carn puga ser comercialitzada com a Marca de Qualitat «Corder del Maestrat» assenyala que només es pot treballar amb corders i amb anyells. En el cas dels primers, l'animal ha de tindre un pes màxim d'entre 15 i 26 kg en el moment del sacrifici, i en segon, entre 8 i 14 kg.
Quant a l'estabulació, es demana cria extensiva o estables amb espais oberts a l'aire lliure, on hi estiguen no menys de cinc hores diàries. L'alimentació queda pactada amb palla blanca i pinso autoritzat per a ovins, així com llet materna en el cas dels anyells. En ambdós casos es disposa el lliure accés a l'aigua, i queda prohibida la utilització d'hormones de creixement.
El sacrifici de l'animal s'ha de dur a terme als escorxadors de la zona Maestrat. Abans, s'ha de disposar un màxim de cinc hores de repòs de l'animal en estables nets i amb aigua. El procés ha de dur-se a terme amb els controls pertinents que eviten la confusió amb altres carns. Posteriorment, la carn s'ha de conservar entre els 0 i els 4 graus, tot prohibint explícitament la congelació del producte.
Finalment, la carn «Corder del Maestrat» posarà en distribució les canals, mitges canals i quarts de corder, a més d'altres peces més menudes identificades com a tal. S'assenyala un període màxim de comercialització de vuit dies des del sacrifici de l'animal.